# フリードリヒ1世 (ヴュルテンベルク公)
フリードリヒ1世（Friedrich I., 1557年8月19日 - 1608年1月29日）は、ヴュルテンベルク＝メンペルガルト伯（在位：1558年 - 1593年）、後にヴュルテンベルク公（在位：1593年 - 1608年）。

## 生涯
ヴュルテンベルク＝メンペルガルト伯ゲオルク1世と、ヘッセン方伯フィリップ1世の娘バルバラとの間に生まれ、1593年に本家筋のヴュルテンベルク公ルートヴィヒが子の無いまま亡くなったので公爵位を継いだ。
フリードリヒは公爵位を相続する1年前の1592年にイングランドを訪れ、ウィンザーなど数都市に滞在した。この時彼は女王エリザベス1世に対してガーター騎士団の騎士に叙任してくれるよう繰り返し嘆願した。フリードリヒが公爵位を継承した後、女王はフリードリヒ1世をガーター騎士にすることに同意したが、女王は彼を軽蔑していたためわざと彼に叙任されることを知らせず、1597年の春に行われた騎士叙任式にフリードリヒ1世は出席できなかった。この叙任式のために、ウィリアム・シェイクスピアは『ウィンザーの陽気な女房たち』を執筆している。同作品にはあるドイツ人の公爵のことが言及されるが、これはおそらくフリードリヒ1世のことだと考えられる。
1599年、フリードリヒ1世は、1534年以来オーストリアの属領であったヴュルテンベルクを再び帝国の領地として買い戻した。 ハプスブルク家には、ヴュルテンベルク家の男系が途絶えた場合にこの土地を取得する権利が与えられたが、これは実現しなかった。 同年、シュヴァルツヴァルトの最北端部に都市を建設するよう命令を出し、この都市はフロイデンシュタットと名付けられた。ヴュルテンベルク公爵の居城をシュトゥットガルトから、自分の元の領地であるモンベリアル伯領（メンペルガルト伯領）に近い場所に移すことがこのフロイデンシュタット建設の目的だったが、フリードリヒ1世が1608年に亡くなって首都移転計画は頓挫した。
フリードリヒ1世の死後、長男のヨハン・フリードリヒがヴュルテンベルク公爵家の家督を引き継いだほか、下の4人の息子達もそれぞれ分領を与えられた。

## 子女
1581年にアンハルト侯ヨアヒム・エルンストの娘ジビッラと結婚し、間に15人の子女をもうけた。
- ヨハン・フリードリヒ（1582年 - 1628年） - ヴュルテンベルク公
- ゲオルク・フリードリヒ（1583年 - 1561年）
- ジビッラ・エリーザベト（1584年 - 1606年） - ザクセン選帝侯ヨハン・ゲオルク1世と結婚
- エリーザベト（1584年、夭折）
- ルートヴィヒ・フリードリヒ（1586年 - 1631年） - ヴュルテンベルク＝メンペルガルト公
- ヨアヒム・フリードリヒ（1587年、夭折）
- ユリウス・フリードリヒ（1588年 - 1635年） - ヴュルテンベルク＝ヴァイルティンゲン公
- フィリップ・フリードリヒ（1589年、夭折）
- エーファ・クリスティーナ（1590年 - 1657年） - クルノフ（イェーゲルンドルフ）公ヨハン・ゲオルク（ブランデンブルク選帝侯ヨアヒム・フリードリヒの息子）と結婚
- フリードリヒ・アヒレス（1591年 - 1631年） - ヴュルテンベルク＝ノイエンシュタット公
- アグネス（1592年 - 1629年） - ザクセン＝ラウエンブルク公子フランツ・ユリウス（ザクセン＝ラウエンブルク公フランツ2世の息子）と結婚
- バルバラ（1593年 - 1627年） - バーデン＝ドゥルラハ辺境伯フリードリヒ5世と結婚
- マグヌス（1594年 - 1622年） - ヴュルテンベルク＝ノイエンビュルク公
- アウグスト（1596年、夭折）
- アンナ（1597年 - 1650年）

| 爵位・家督        | 爵位・家督                         | 爵位・家督                |
| ----------------- | ---------------------------------- | ------------------------- |
| 先代 ルートヴィヒ | ヴュルテンベルク公 1593年 - 1608年 | 次代 ヨハン・フリードリヒ |